# Daniela Cordero
Daniela Cordero (México, 7 de enero de 1987) es una actriz y conductora mexicana.

## Biografía
Daniela Cordero Ondarza nació el 7 de enero de 1987 en México. Daniela tiene dos hermanos llamados Mauricio y Andrea. Es nieta del fallecido actor Joaquín Cordero, estudió comunicación en el CECC (centro de estudios de la ciencia de la comunicación) y actuación en el CEA. 
Inició conduciendo El guantazo, luego de eso hizo un capítulo de Como dice el dicho. En el 2014 tiene la gran oportunidad de participar en la telenovela Mi corazón es tuyo producida por Juan Osorio en la cual interpretó a Ximena Olavarrieta. En 2015 se integró a la temporada 2 de A que no me dejas en la cual interpretó a Almudena Zavala, una joven cocinera que llega al restaurante más prestigiado de MAUVA para estar 3 meses y se termina enamorando de Alan Murat (Juan Pablo Gil).

## Trayectoria
| Año       | Telenovela/Serie         | Papel                                     |
| --------- | ------------------------ | ----------------------------------------- |
| 2002-2003 | Son amores               | Anabella/Evelia                           |
| 2013      | Como dice el dicho       | Daniela, episodio: "Matrimonio y mortaja" |
| 2014-2015 | Mi corazón es tuyo       | Ximena Olavarrieta                        |
| 2015-2016 | A que no me dejas        | Almudena Zavala                           |
| 2021      | Si nos dejan             | Ximena                                    |
| 2022      | La madrastra             | Dolores "Lola"                            |
| 2023      | Perdona nuestros pecados | Elena Quiroga                             |
| 2024      | La historia de Juana     | Enriqueta Valdez                          |